# Terminaal
Terminaal betekent feitelijk in de laatste fase en wordt voornamelijk gebruikt in de gezondheidszorg voor patiënten die spoedig aan een ongeneeslijke aandoening gaan overlijden.
Sommige terminale patiënten kiezen om deze laatste fase door te brengen in een hospice voor palliatieve zorg. Anderen kiezen voor euthanasie om een einde te maken aan uitzichtloos en ondraaglijk lijden.